# Acrotylus diana
Acrotylus diana is een rechtvleugelig insect uit de familie veldsprinkhanen (Acrididae). De wetenschappelijke naam van deze soort is voor het eerst geldig gepubliceerd in 1910 door Heinrich Hugo Karny. De soort komt veel voor in de Kalahari in zuidelijk Afrika.